# Mun Sung-hak
Mun „Tom” Sung-hak (ur. 28 lipca 1990 roku) – południowokoreański kierowca wyścigowy.

## Kariera
Mun rozpoczął karierę w wyścigach samochodowych w 2007 roku od startów w edycji zimowej Brytyjskiej Formuły Renault. Z dorobkiem 26 punktów uplasował się tam na osiemnastej pozycji w klasyfikacji generalnej. W późniejszych latach pojawiał się także w stawce Brytyjskiej Formuły Renault BARC, Pacyficznej Formuły BMW oraz Formuły 2.
W Mistrzostwach Formuły 2 wystartował w 2011 roku. W żadnym z wyścigów nie zdobywał punktów.

## Statystyki
| Sezon | Seria                                     | Zespół                    | Wyścigi | Zwycięstwa | PP | NO | Podium | Punkty | Pozycja |
| ----- | ----------------------------------------- | ------------------------- | ------- | ---------- | -- | -- | ------ | ------ | ------- |
| 2007  | Brytyjska Formuła Renault BARC            | Eurotek Motorsport        | 11      | 0          | 0  | 0  | 1      | 34     | 9       |
| 2007  | Brytyjska Formuła Renault (edycja zimowa) | Eurotek Motorsport        | 4       | 0          | 0  | 0  | 0      | 26     | 18      |
| 2008  | Brytyjska Formuła Renault                 | Apotex Scorpio Motorsport | 16      | 0          | 0  | 0  | 0      | 68     | 21      |
| 2008  | Brytyjska Formuła Renault (edycja zimowa) | Manor Competition         | 4       | 0          | 0  | 0  | 0      | 16     | 20      |
| 2010  | Pacyficzna Formuła BMW                    | E-Rain Racing             | 15      | 0          | 0  | 0  | 1      | 49     | 10      |
| 2011  | Formuła 2                                 | MotorSport Vision         | 15      | 0          | 0  | 0  | 0      | 0      | 26      |